# Schondra
Schondra ist ein Markt im unterfränkischen Landkreis Bad Kissingen und ein Mitglied der Verwaltungsgemeinschaft Bad Brückenau.

## Geographie

### Geographische Lage

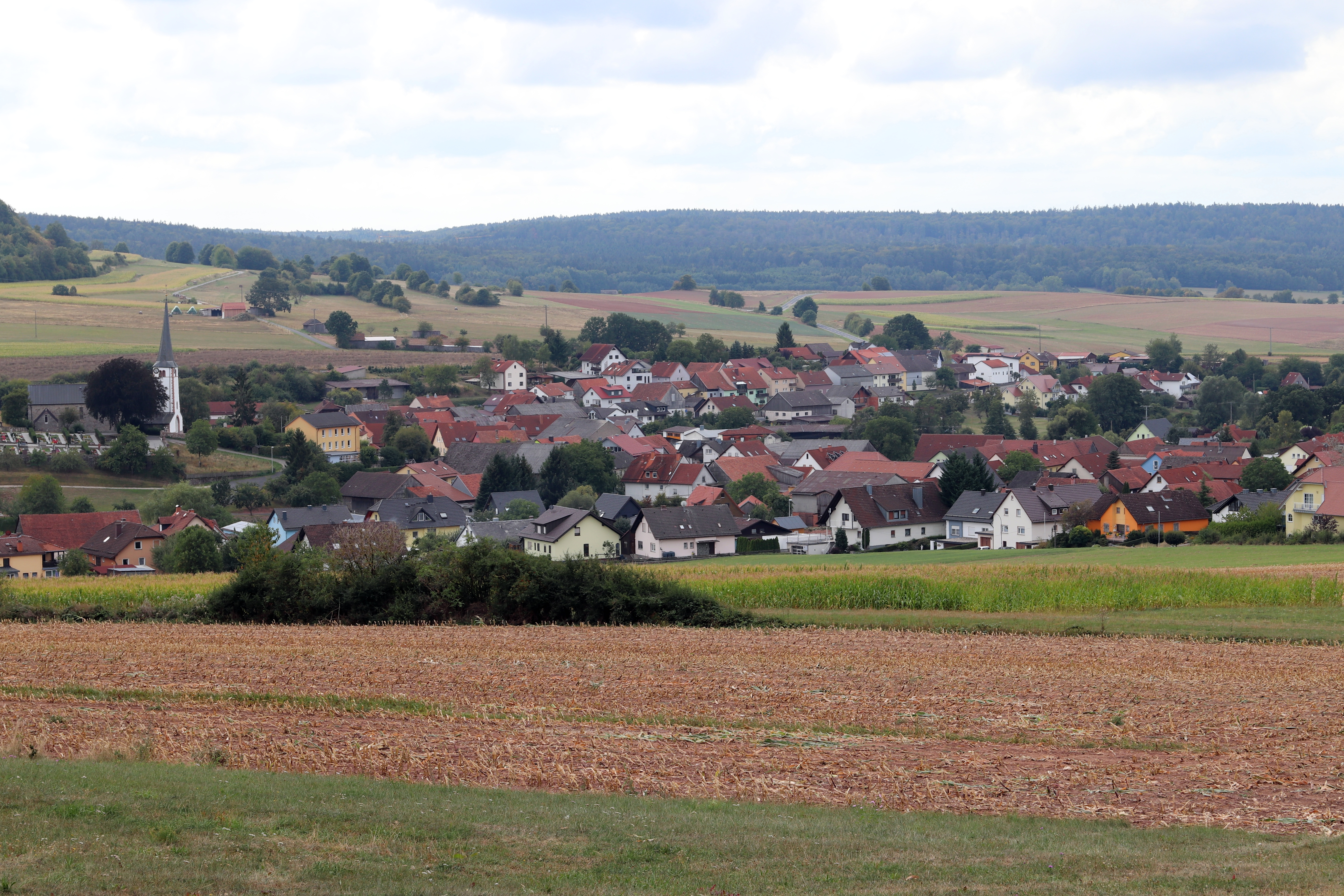
Blick auf Schondra (2019)

Die Ortschaft liegt am Südhang der Rhön im Tal der Schondra, etwa 22 Kilometer nordwestlich der Kreisstadt Bad Kissingen. Im Osten führt die Autobahn A 7 durch das Gemeindegebiet.

### Gemeindegliederung
Es gibt neun Gemeindeteile (in Klammern ist der Siedlungstyp angegeben):
- Einraffshof (Dorf)
- Münchau (Weiler)
- Obergeiersnest (Weiler)
- Schildeck (Dorf)
- Schmittrain (Einöde)
- Schönderling (Kirchdorf)
- Schondra (Hauptort)
- Singenrain (Kirchdorf)
- Untergeiersnest (Dorf)

## Name

### Etymologie
Seinen Namen hat Schondra vom gleichnamigen, die Marktgemeinde durchfließenden Fluss Schondra, welcher der Fränkischen Saale bei Gräfendorf zufließt.

### Frühere Schreibweisen
Frühere Schreibweisen des Ortes aus diversen historischen Karten und Urkunden:
- 802 Scuntru
- 812 Scuntra
- 839 Scundera
- 840 Scundra
- 1303 Schunter
- 1326 Schůntern
- 1466 Schontra
- 1555 Schondra

## Geschichte
Schondra wurde urkundlich erstmals im Jahre 812 erwähnt. Der Ort befand sich im Besitz des Klosters Fulda. Ab dem 15. Jahrhundert war Schondra Sitz eines Gerichts.

### Eingemeindungen
In ihrer heutigen Ausdehnung existiert die Gemeinde seit dem 1. Mai 1978, als im Zuge der Gebietsreform in Bayern die Gemeinden Schönderling und Singenrain nach Schondra eingegliedert wurden.

### Religionen
Die Bevölkerung ist überwiegend katholisch. Auf dem Gebiet der politischen Gemeinde liegt die römisch-katholische Pfarrei St. Anna Schondra, die zum Dekanat Hammelburg des Bistums Würzburg gehört. Im Ortsteil Schönderling befindet sich die Filialkirche St. Josef, in Singenrain die Filialkirche St. Maria von Fatima. In Schildeck gibt es eine Kapelle.

### Einwohnerentwicklung
| Jahr | Einwohner |
| ---- | --------- |
| 1961 | 1450      |
| 1970 | 1582      |
| 1987 | 1536      |
| 1991 | 1687      |
| 1995 | 1739      |
| 2005 | 1832      |
| 2010 | 1742      |
| 2015 | 1726      |
| 2016 | 1717      |

Im Zeitraum 1988 bis 2018 stieg die Einwohnerzahl von 1537 auf 1696 um 159 Einwohner bzw. um 10,3 %. 2006 hatte der Markt 1836 Einwohner.
Quelle: BayLfStat

## Politik

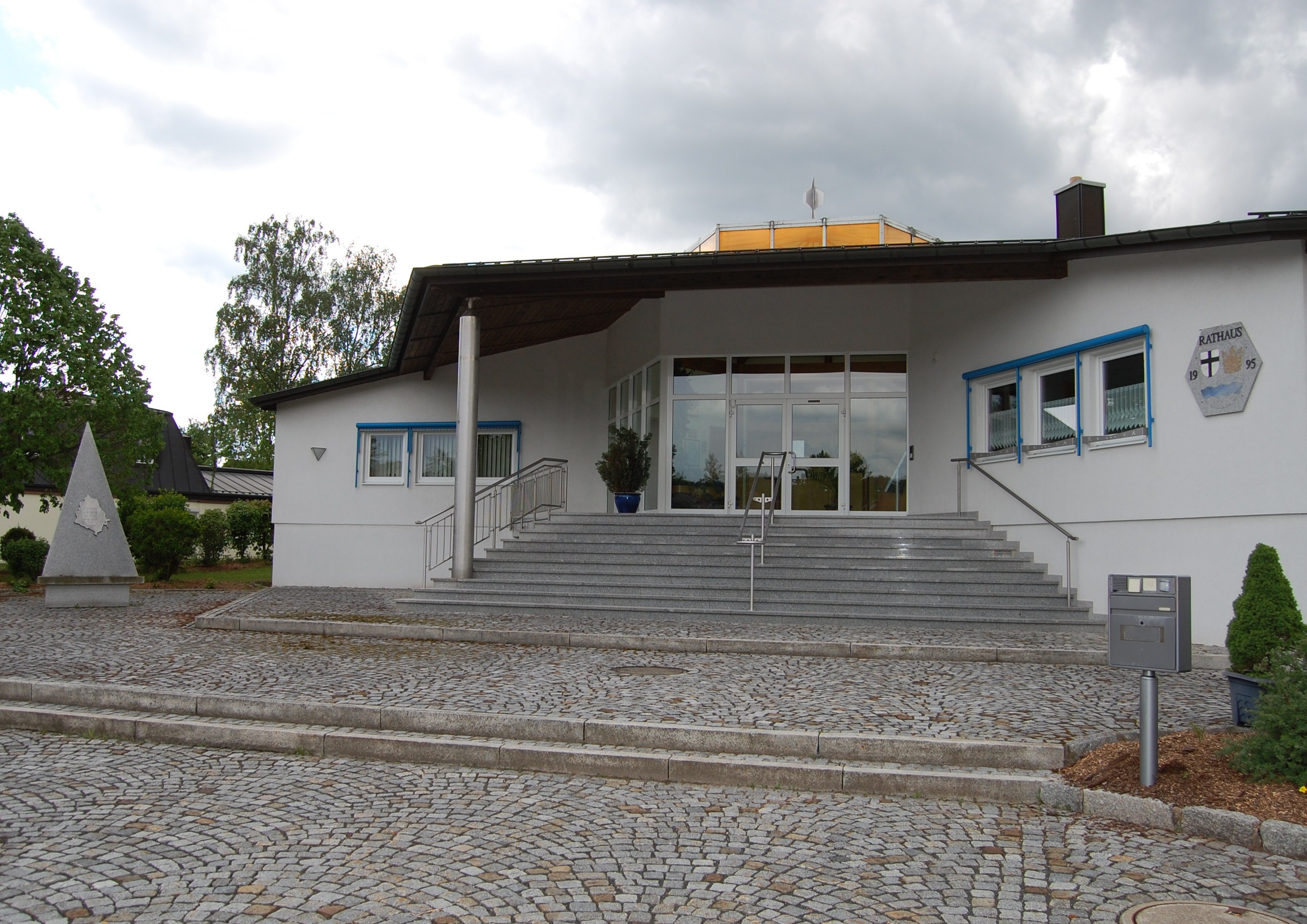
Neues Rathaus, gebaut 1995

### Gemeinderat
Die Kommunalwahlen seit 2014 ergaben folgende Stimmenanteile und Sitzverteilungen:
| Partei/Liste                          | 2020    | 2020    | 2014   | 2014   |
| Partei/Liste                          | Sitze   | %       | Sitze  | %      |
| CSU/Christlicher Bürgerblock          | 4       | 30,94   | 3      | 27,0   |
| Aktive Bürger Markt Schondra          | 3       | 25,19   | 3      | 26,5   |
| Freie Wählergemeinschaft Schönderling | 4       | 32,48   | 5      | 36,7   |
| Freie Wählergruppe Singenrain         | 1       | 11,38   | 1      | 9,8    |
| Wahlbeteiligung                       | 76,36 % | 76,36 % | 78,4 % | 78,4 % |

Weiteres Mitglied und Vorsitzender des Gemeinderates ist der Bürgermeister.

### Bürgermeister
Erster Bürgermeister ist seit 1. Mai 2008 Bernold Martin (CSU); dieser wurde am 15. März 2020 mit 79,4 % der Stimmen für weitere sechs Jahre gewählt. Stellvertreter sind Beatrix Lieb (Zweite Bürgermeisterin) und Jürgen Metz (Dritter Bürgermeister).

### Wappen
| | Blasonierung: „In Rot über einem gesenkten silbernen Wellenbalken nebeneinander ein silbernes Schildchen, darin ein schwarzes Tatzenkreuz und eine goldene Propsteikrone.“ |
| Wappenbegründung: Der heute bestehende Markt Schondra entstand 1978 durch Zusammenlegung der ehemals selbständigen Gemeinden Schondra, Schönderling und Singenrain. Alle Gemeindeteile lagen bis 1803 im Herrschaftsgebiet des Fürststifts Fulda. Verwaltungsmäßig gehörte Schondra zum fuldischen Oberamt Brückenau, während die Ortsteile Schönderling und Singenrain von der Klosterpropstei Thulba verwaltet wurden. Im Wappen weisen das fuldische Kreuz im kleinen Schild und die goldene Propsteikrone auf diese Herrschaftsverhältnisse hin. Der silberne Wellenbalken ist Hinweis auf die Lage der Gemeinde am Fluss Schondra. Die Farben Silber und Rot sind die Farben von Franken. Die Bezeichnung „Markt“ erhielt Schondra schon vor 1600. Zu dieser Zeit war Schondra bereits ein Gerichtssitz. Das Wappen wurde durch das Innenministerium am 9. Januar 1981 verliehen. | |

## Baudenkmäler
Die bedeutendsten Baudenkmäler der Gemeinde sind die Ruine der Burg Schildeck und die Pfarrkirche St. Anna aus dem Jahr 1953.
Weiterhin erwähnenswert sind:
- die Hannesebuche bei Schönderling.
- die vorzeitlichen Ringwall-Anlagen auf dem Mettermich.
- der Lindenstumpf nördlich von Schondra.

## Wirtschaft und Infrastruktur

### Amtliche Statistik
Im Jahre 2007 gab es in der Gemeinde 603 sozialversicherungspflichtig Beschäftigte am Wohnort bzw. 1036 sozialversicherungspflichtig Beschäftigte am Arbeitsort.

### Bildung
In Schondra befinden sich ein Kindergarten und die Grundschule Schondratal.

## Verkehr
Das Gemeindegebiet wird von der Autobahn A 7, der Bundesstraße B 286, der Staatsstraße 2431 und den Kreisstraßen KG 33 und KG 34 durchquert.